# Spišské Bystré
Spišské Bystré (Hongaars: Hernádfalu, Duits: Kuhbach) is een Slowaakse gemeente in de regio Prešov, en maakt deel uit van het district Poprad.
Spišské Bystré telt 2.431 inwoners.